# Annomination
L’annomination (substantif féminin) — du latin ad (« vers ») et nominatio (« nom ») est une figure de style fondée sur la répétition d'un mot pris à la fois dans son sens premier et dans son sens figuré. À l'origine, la figure ne concernait que les noms propres, pris dans un sens commun.
En rhétorique latine, le mot est équivalent à la paronomase d'origine grecque (paronomasia). Cette figure consistait à rapprocher dans un discours des paronymes, c'est-à-dire des mots presque homonymes, dont la sonorité diffère peu entre eux, de même famille ou non. En art poétique ou oratoire, elle apporte un effet d'assonance ; mais, plus généralement, elle sert à des jeux de mots. Elle est proche de la syllepse de sens et a pour effet de provoquer une symétrie du discours et un sentiment de solennité.

## Exemples
- « Je suis un homme et rien de ce qui est humain ne m’est étranger. »[2]  (Térence)
- Jeux de mots latins : carmen, crimen ; amantes, amentes ; orator, arator…
- « Ton bras est invaincu, mais non pas invincible » (Corneille dans Le Cid)
- « Je te dis que tu es Pierre et sur cette pierre je bâtirai mon Église » (Évangile selon Matthieu).
- « Ah ! qu’il est malin le Malin » (Paul Valéry, Mon Faust).

## Définition

### Définition linguistique
L'annomination est une figure de transformation morpho-syntaxique de paronymes répétés à l'identique ou quasi semblables : les mots répétés peuvent être de nature grammaticale différente (humain et homme dans l'exemple précédent). La figure se fonde sur une paronymie morpho-syntaxique des deux termes dont l'un est dans son acception propre, l'autre dans une acception soit plus imagée (pierre dans l'exemple tiré de l'Évangile de Saint Mathieu) soit de sens proche mais syntaxiquement et morphologiquement différent du premier.

### Définition stylistique
La figure vise un effet de redondance, de jeux de mots, de circularité du discours également (effet de fermeture).
L'annomination peut aussi tendre vers des effets analogiques (exemple : « Je te dis que tu es Pierre et sur cette pierre je bâtirai mon Église », Évangile selon Mathieu). En général elle permet de créer une atmosphère solennelle.
La publicité peut utiliser les ressources de l'annomination afin de générer une redondance du propos.

### Genres concernés
L'annomination concerne tous les genres littéraires. On peut la retrouver préférentiellement dans les oraisons ou dans les tirades dramatiques en raison de la solennité qu'elle génère.

## Historique de la notion
Pierre Fontanier reprend met sous la définition d'annomination : d’une part, « paronomase » quand les mots sont des homonymes ou paronymes, d’autre part, « dérivation » quand les mots sont « dérivés » de la même famille.
La définition d'Henri Morier, répertoriée dans son Dictionnaire de rhétorique et de poésie, apporte une nuance qui n’existait pas auparavant et qui s’avère intéressante et bien adaptée à la langue française moderne : c'est-à-dire un procédé littéraire qui consiste à suggérer peu à peu un nom, à le faire venir à la conscience du lecteur, parfois, surtout en poésie, à l’envoûter par l’emploi répété de paronymes et/ou d’assonances :
« Car ils se trouvent en mer, mais tout leur vient d’aimer »,
« Et amer est le mal qui les tient. » (Chrétien de Troyes, Cligès)

« O Roméo ! 

Tu te tais, mais si je criais son nom d’amour 

Comme l’on jette 

Dans l’eau muette 

Un caillou lourd… »

— Henri de Régnier, Vestigia flammae
Pour le groupe µ, cette figure opère une « remotivation du nom propre par métanalyse, étymologie ou traduction ».

### Figures proches
- Hyperonymes : paronomase
- Hyponymes :  aucun

- Paronymes : aucun
- Synonymes : syllepse

### Débats
En rhétorique française, elle est rarement évoquée, sinon pour la rapprocher soit de la paronomase soit de la polyptote. Plusieurs noms de figures étant venus, depuis, différencier divers procédés, le nom « annomination » est tombé en désuétude. On lui préfère le nom de syllepse, figure à laquelle l'annomination est souvent associée.